# Schwendibach
Schwendibach es una comuna suiza del cantón de Berna, situada en el distrito administrativo de Thun. Limita al oeste y noroeste con Steffisburg, al norte y este con Homberg, y al sur con Thun.
Hasta el 31 de diciembre de 2009 situada en el distrito de Thun.